# Collinwood Township
Collinwood Township ist eine Township im Meeker County, Minnesota. Das U.S. Census Bureau hat bei der Volkszählung 2020 eine Einwohnerzahl von 1195 ermittelt.

## Geographie
Die Township liegt südlich von Dassel. Nach Angaben des United States Census Bureau beträgt die Fläche 93 km², davon 13 km² Wasserfläche. Durch die Township läuft die Minnesota State Route 15, die zu den nächstgelegenen Städten Dassel und Hutchinson führt. An dieser Straße liegt auch der Pigeon Lake, eines der Stillgewässer in dieser Township.

## Geschichte
1866 siedelte sich ein Schmied namens Steele hier an und nannte den Ort New Virginia. 1870 wurde er umbenannt in Collinwood nach dem gleichnamigen See.
Im Jahr 2000 lebten hier 1037 Einwohner.

## Steelesville

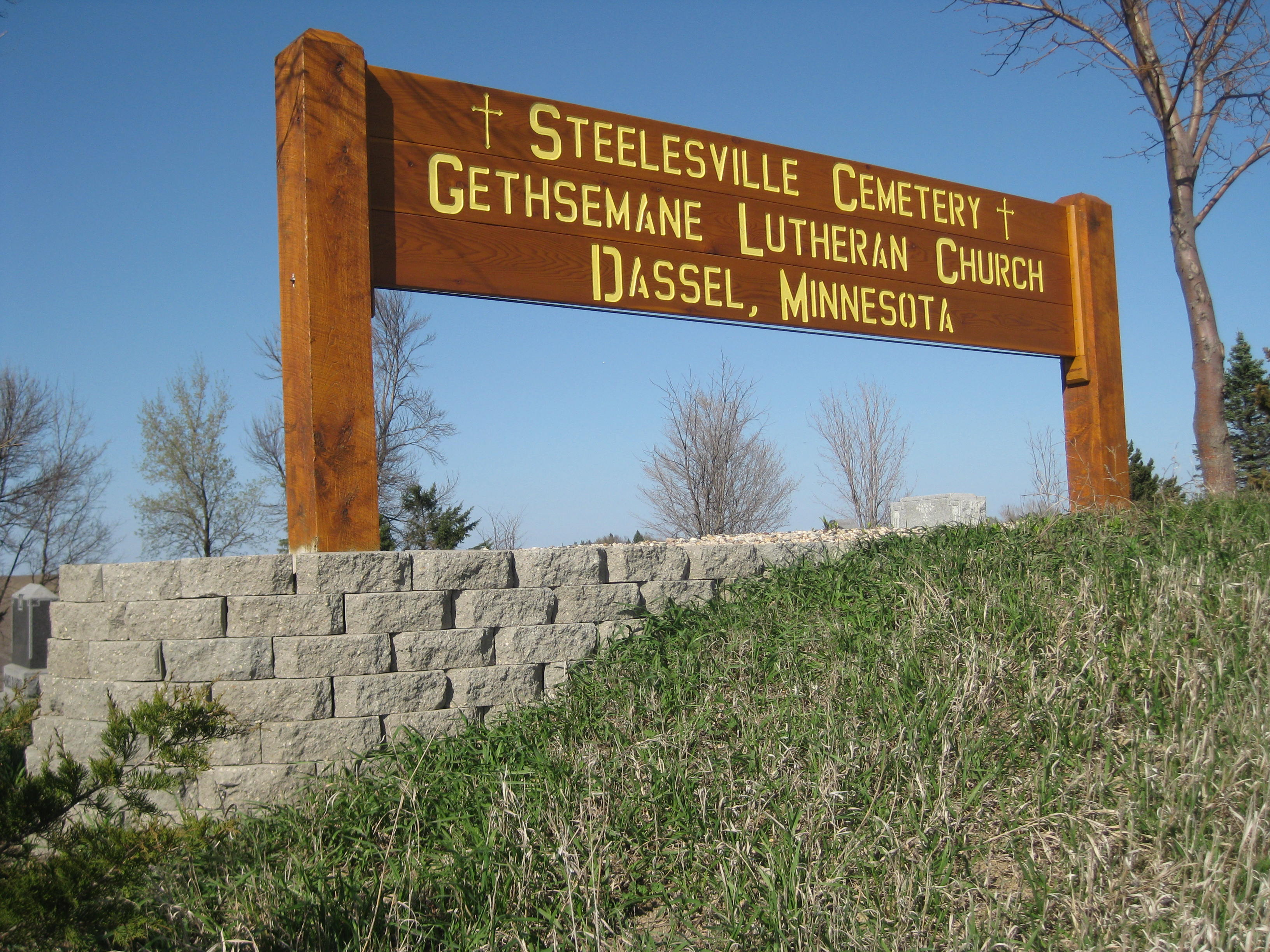
Schild Steelesville-Friedhof

Teil der Township ist auch ein Gebiet namens Steelesville. Der Name ist zum einen verbunden mit dem hiesigen Schul-Distrikt, der durch die örtliche Einklassenschule gebildet wurde, und zum anderen verbunden mit dem Steelesville-Friedhof. Der Steelesville-Friedhof gehört der evangelikalen lutherischen Gethsemane-Kirchengemeinde Dassel und wird seit 1970 von einer Non-Profit-Organisation unterhalten.
In den 1860er Jahren hatten sich landwirtschaftliche Einwanderer aus Schweden hier angesiedelt. 1873 gründeten sie in Steelesville eine evangelikale Kirchengemeinde. Dazu erhielten sie ein Grundstück geschenkt. 1877 wurde dort eine kleine Kirche platziert. 1878 wurde in Dassel eine neue Kirche gebaut. Obwohl die Kirchengemeinde nunmehr zu Dassel gehörte, wurde eine Beibehaltung des Steeleville-Friedhofs vereinbart. Die verbliebene kleine Kirche in Steelesville wurde 1908 an einen Landwirt verkauft und danach als Scheune genutzt.

## Kultur und Sehenswürdigkeiten

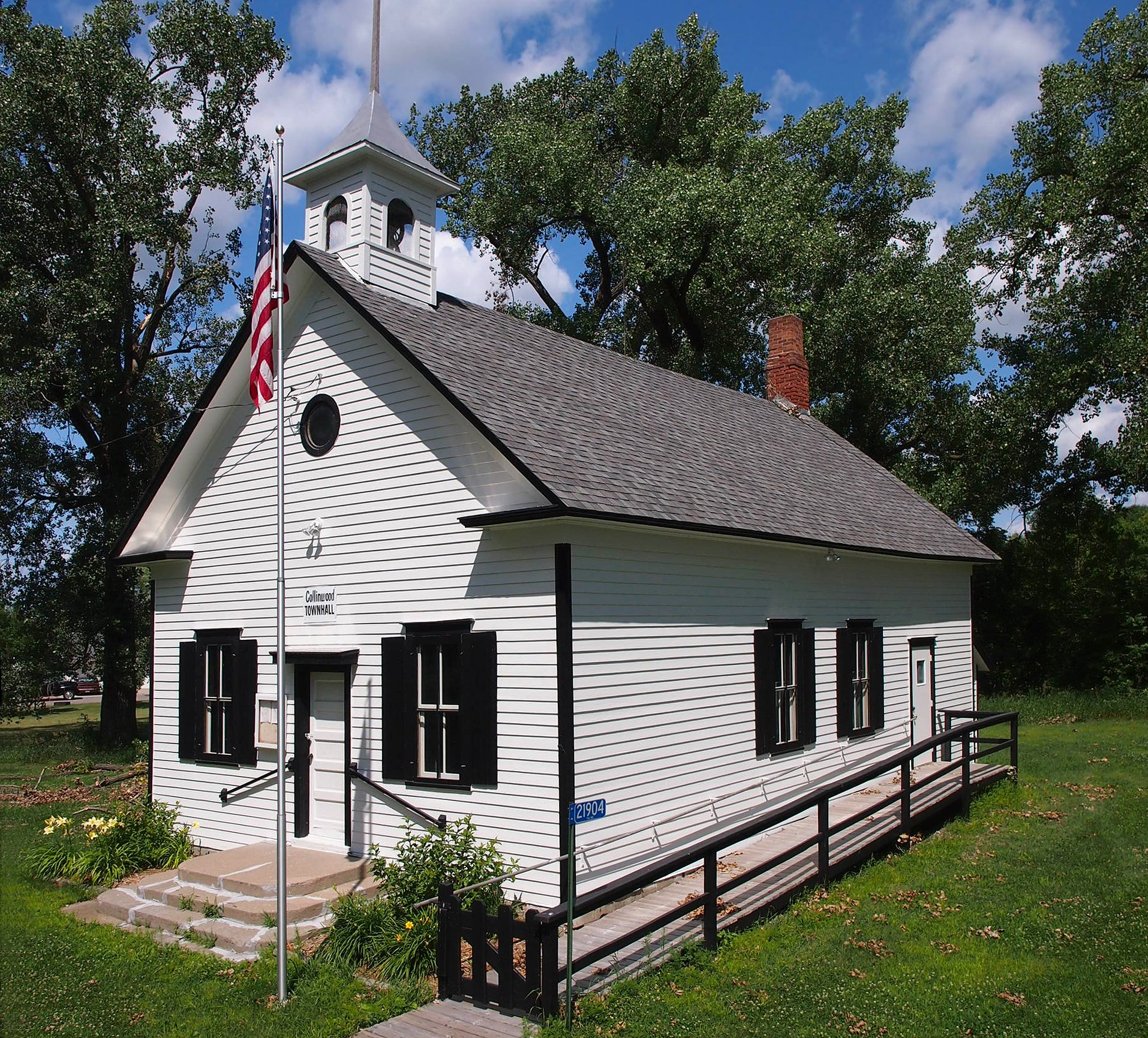
Collinwood Town Hall

Im National Register of Historic Places verzeichnet ist die Town Hall. Dabei handelt es sich um die ehemalige Einklassenschule von Steelesville. Es ist ein hölzernes Gebäude aus dem 19. Jahrhundert.
Aus Holz ist auch die Pioneer Country Church, eine 1893 gebaute Kirche.